# Riccardo Broschi
Pour les articles homonymes, voir Broschi (homonymie).
Riccardo Broschi (né en 1698 à Naples et mort en 1756 à Madrid) est un compositeur italien de musique baroque et le frère aîné de Carlo Broschi, le célèbre castrat Farinelli.

## Biographie
Passant une bonne partie de son enfance à Andria, ville où son frère Carlo naquit, Riccardo séjourne à Barletta en 1707. En 1711, il revient dans sa ville natale où il est admis au Conservatoire de Santa Maria de Loreto. Il étudiera avec G. Perugino et F. Mancinipresso pour devenir compositeur. Salvatore Broschi, son père, meurt inopinément à 36 ans, le 4 novembre 1717, et Caterina, sa mère, décide de mettre Riccardo à la tête de la famille. Les attestations de ses premières activités musicales portent la date du 3 février 1725, jour où ses premières œuvres sacrées furent jouées à l'hôpital Santa Maria del Popolo degl'Incurabili à l'occasion de la Saint Blaise. Pendant l'automne 1725, il écrivit son premier opéra-bouffe La vecchia sorda (La vieille sourde) au Théâtre des Florentins.
En 1727, il représente à la Chiesa Nuova (église de Santa Maria in Vallicella, Rome) son premier et unique oratorio Il martirio di Santa Susanna Vergine (Le martyre de la vierge Sainte Suzanne). L'année suivante, toujours à Rome, il met en scène son premier opera seria, L'Isola d'Alcina, au Théâtre Tordinona. Il s'ensuivit une période pendant laquelle il crée une série d'opéras héroïques dans les principaux théâtres de l'Italie septentrionale pour lesquels il reçoit de nombreux éloges : tout d'abord, en 1729 à Parme où il représente Bradamante nell'isola di Alcina, révision de L'Isola d'Alcina, opéra précédemment mis en scène à Rome ; ensuite à Venise où, en 1730, il monte son Idaspe ; et enfin, en 1731 à Turin, où il donne son Ezio au Théâtre Royal avec des artistes d'exception comme son frère, Faustina Bordoni et Antonio Montagnana. Par la suite, les deux frères séjournent à Bologne où ils deviennent tous deux membres de l'académie Philharmonique. Revenu à Turin en 1732, Riccardo met en scène son œuvre la plus connue, Merope, au Théâtre Royal.
En 1734, en collaboration avec Johann Adolf Hasse, il crée Artaserse à Londres, où son frère faisait ses débuts, notamment dans cet opéra. C'est d'ailleurs de cette œuvre qu'est tiré l'air célèbre Son qual nave ch'agitata, composé par Riccardo. L'année suivante, Riccardo partit à Milan pour produire son nouvel opéra Adriano in Siria, sur un livret de Metastasio, fidèle ami de Carlo Broschi. Il rejoint ensuite la cour de Stuttgart en 1736, mais n'y reste qu'une année avant de retrouver son frère à Madrid. En 1737, il fut pour une brève période compositeur de la cour du duc Carlo Alessandro de Württemberg. Revenu à Naples, il met en scène son dernier drame Demetrio, qu'il composa en collaboration avec Leonardo Leo. Il abandonne ensuite sa carrière musicale pour entreprendre le métier de commissaire de la guerre et de la marine. Cependant, quelques lettres retrouvées dans les archives de Naples révèlent que Riccardo Broschi, en 1744, tenta d'acquérir la charge de maître de chapelle de la cour royale napolitaine.

## Œuvres[1]
- La Vecchia sorda, (Naples, 1725)
- Il martirio di Santa Susanna Vergine (1727)
- L’Isola di Alcina, (Rome, 1728)
- Idaspe, (Venise, 1730)
- Ezio, (Turin, 1731)
- Arianna e Teseo, (Milan, 1731)
- Merope, (Turin, 1732)
- Artaserse, (Londres, 1734 - en collaboration avec Johann Adolf Hasse)
- Nerone, (Rome, 1735)
- Adriano in Siria, (Milan, 1735)
- Anagilda, (1735)
- Demetrio (Naples, 1738), en collaboration avec L. Leo
- quelques cantates dont Lucilla e Tirsi

## Farinelli, le film de Gérard Corbiau
Riccardo Broschi est interprété par Enrico Lo Verso dans le film Farinelli de Gérard Corbiau (1994). Les faits qui y sont relatés relèvent en majorité de la fiction. Entre autres choses, la rencontre entre Riccardo Broschi et Haendel n'est pas établie. L'organisation de la castration de son frère et la promesse de l'écriture d'un opéra ne le sont pas plus.